# フォシャンドラ
フォシャンドラ（伊: Fosciandora）は、イタリア共和国トスカーナ州ルッカ県にある、人口約500人の基礎自治体（コムーネ）。

## 地理

### 位置・広がり
ルッカ県北部に位置する。

#### 隣接コムーネ
隣接するコムーネは以下の通り。括弧内のMOはモデナ県所属を示す。
- バルガ
- カステルヌオーヴォ・ディ・ガルファニャーナ
- ガッリカーノ
- ピエーヴェ・フォシャーナ
- ピエヴェペーラゴ (MO)

### 気候分類・地震分類
フォシャンドラにおけるイタリアの気候分類 (it) および度日は、zona E, 2449 GGである。
また、イタリアの地震リスク階級 (it) では、zona 2 (sismicità media) に分類される。

## 行政

### 分離集落
フォシャンドラには、以下の分離集落（フラツィオーネ）がある。
- Ponte di Ceserana, Ceserana, La Villa, Lupinaia, Fosciandora, Migliano, Treppignana, Riana